# Matthew Carter
Matthew Carter (* 1. října 1937 Londýn) je britský tvůrce mnoha písem, zkušený v tradičním umění tvorby písma pro kovovou sazbu, fotosazbu i digitální zpracování.
Jeho otcem byl Harry Carter, britský právník, lingvista, knižní a písmový návrhář a historik písma, archivář Oxford University Press.
Dlouhá léta spolupracoval se společností Linotype. V roce 1981 se stal spoluzakladatelem první nezávislé digitální písmolijny Bitstream Inc. Kvůli provozním a obchodním úkolům zde však měl jen málo času na vlastní tvorbu, takže o deset let později firmu opouští a zakládá další společnost, Carter & Cone Type Inc., kde může pracovat na projektech, které do té doby nemohl uskutečnit.
Matthew Carter je autorem mnoha obecně známých písem (Mantinia, Sophia, Big Caslon, Bell Centennial, Charter a další). Nejznámějšími však zřejmě jsou systémová písma pro MS Windows Verdana a Georgia, tvořená už od začátku jako bitmapové fonty speciálně pro použití na obrazovce. Carter však pracoval také pro Apple Computer, Time, Newsweek, The Washington Post a další.
V roce 1981 jej Královská společnost umění jmenovala královským průmyslovým designérem, je nositelem Chryslerovy ceny za inovativní design a mnoha jiných britských i amerických ocenění.